# Fritz Smoschewer
Fritz Smoschewer (geboren 23. Mai 1894 in Posen, Deutsches Reich; gestorben Dezember 1944 im KZ Auschwitz) war ein deutscher Jurist und Spezialist für Urheberrecht.

## Leben

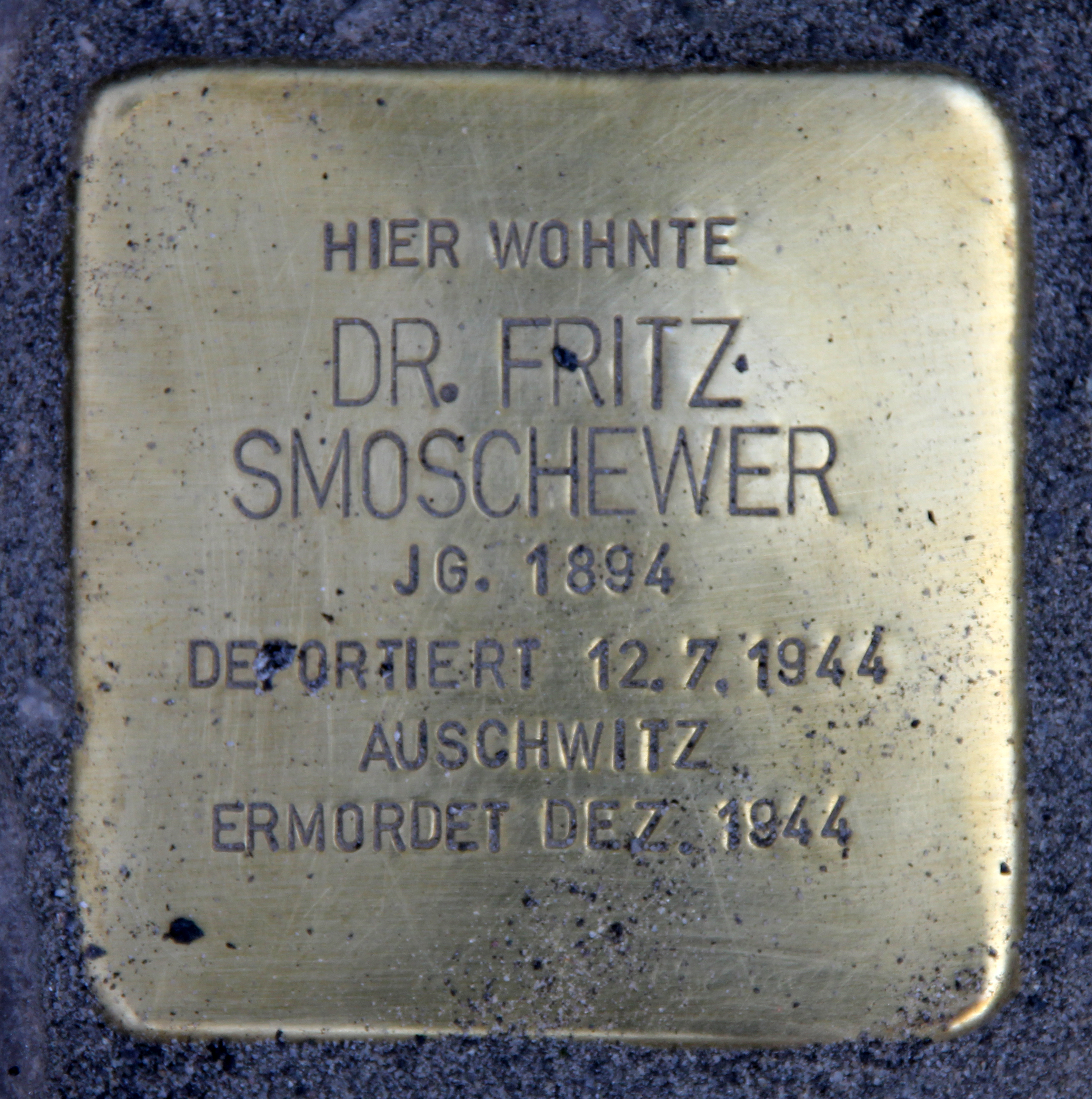
Stolperstein für Fritz Smoschewer in Schöneberg

Fritz Smoschewer wurde am 23. Mai 1894 in Posen geboren. Seine Eltern waren der Justizrat, Rechtsanwalt und Notar Julius Smoschewer und seine Frau Martha, geb. Neufeld. 1897 wurde sein Bruder Kurt geboren. Der Unternehmer und Kunstsammler  Leo Smoschewer war sein Onkel.
Er besuchte das dortige Königliche Friedrich-Wilhelms-Gymnasium, wo er 1912 die Reifeprüfung ablegte.
Fritz Smoschewer studierte Rechtswissenschaften in München, Berlin, Bonn und Kiel. Nach dem ersten juristischen Staatsexamen (Kiel, 1917) folgte 1918 die Promotion zum Dr. jur. an der Universität Greifswald. Das zweite juristische Staatsexamen legte er 1921 ab. Nach Abschluss seiner juristischen Ausbildung schlug Smoschewer die Justizlaufbahn ein. Er wirkte zunächst als Gerichtsassessor und Amtsrichter; ab 1928 war er Landgerichtsrat in Berlin.
Am 1. Mai 1928 heiratete Fritz Smoschewer die Tochter des Medizinprofessors Felix Klemperer und seiner Frau Betty, Ilse Klemperer (1904–1986). Der gemeinsame Sohn von Fritz und Ilse Smoschewer, Kurt Robert, wurde am 5. August 1929 in Berlin geboren.
Unter dem NS-Regime wurde Fritz Smoschewer 1933 zwangsweise beurlaubt. Es folgte ein Berufsverbot.
Im Dezember 1935 wurde die Ehe geschieden. Ilse Smoschewer (Klemperer) erhielt das alleinige Sorgerecht für den gemeinsamen Sohn, so dass sie Im Oktober 1936 mit ihm über Brasilien in die Vereinigten Staaten fliehen konnte. Im Mai 1939 heiratete Fritz Smoschewer erneut.
Am 12. Juli 1944 wurde er gemeinsam mit seiner Frau Irma, geb. Brandt (1898–1944), nach Auschwitz deportiert, wo beide im Dezember 1944 ermordet wurden.
Die rechtswissenschaftliche Bedeutung Smoschewers beruht auf seinen Arbeiten zum Urheberrecht in der Weimarer Republik. In einer Würdigung seiner Schriften aus heutiger Sicht wird konstatiert, dass Smoschewers urheberrechtliche Ideen auf nationaler Ebene bei der Urheberrechtsreform 1965 aufgegriffen worden seien. Auf internationaler Ebene seien seine Auffassungen zum Urheberpersönlichkeitsrecht und seine rechtsvergleichenden Übersichten seit den 1950er Jahren im US-amerikanischen Recht und in anderen Rechtsordnungen rezipiert worden.
Im Haus der Bundesgeschäftsstelle des Deutschen Richterbundes in der Kronenstraße, Berlin, erinnert seit 2010 eine Gedenktafel aller Richter und Staatsanwälte, die wegen ihrer jüdischen Herkunft verfolgt, vertrieben und ermordet worden sind. Auch der Name Fritz Smoschewer ist eingraviert.
Seit September 2018 erinnert ein Stolperstein in Berlin an das Leben und die Ermordung Fritz Smoschewers.

## Schriften (Auswahl)
- Der Gefahrübergang beim Gattungsversendungskauf insbesondere bei Verschiffung der Ware, Greifswald 1918 (Dissertation)
- Rundfunk und Urheberrecht. In: Juristische Rundschau, 1926, S. 12 ff.
- The Law of Moving Pictures in Germany. In: Journal of Comparative Legislation and international Law 8 (1926), S. 250 ff.
- Der Persönlichkeits-Rechtsschutz in der neuesten Urheberrechts-Gesetzgebung des Auslandes und die Lehren für den deutschen Gesetzgeber. Mit einem Nachtrag: Der Persönlichkeitsschutz in den Beschlüssen der Urheberrechtskonferenz in Rom. In: UFITA 1 (1928), S. 491 ff.
- Die Tendenzen der neuesten ausländischen Gesetze, betreffend das Urheberrecht. In: Gewerblicher Rechtsschutz und Urheberrecht, 1928, 33, S. 190 ff.
- Moralisches Recht und Persönlichkeitsrecht auf dem Kongress in Budapest. In: UFITA, 1931, 4, S. 343 ff.